# Fotografía con palomas

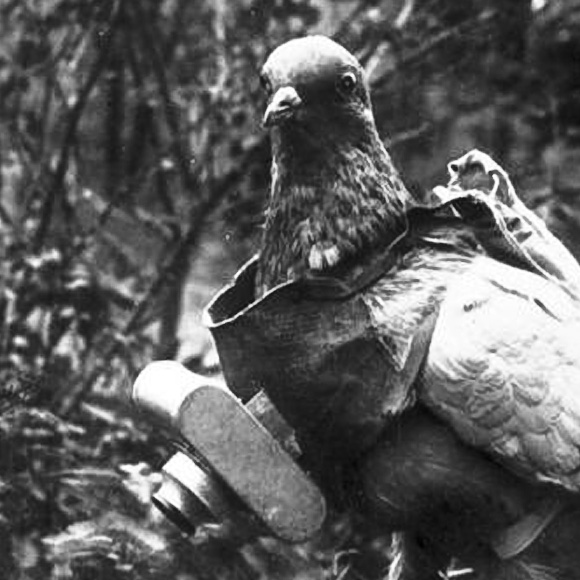
Paloma con una cámara miniatura alemana, probablemente tomada durante la Primera Guerra Mundial

La fotografía con paloma es una técnica de fotografía aérea inventada en 1907 por el boticario alemán Julius Neubronner, quien también utilizó dichas aves para entregar medicamentos. Una paloma mensajera es vestida con un arnés de aluminio en el pecho para cargar una cámara miniatura de poco peso. La patente de la aplicación de Neubronner fue inicialmente rechazada, pero fue otorgada en diciembre de 1908, después de que produjera fotografías auténticas realizadas por sus palomas. Neubronner hizo pública su técnica en la Dresden International Photographic Exhibition de 1909, donde vendió algunas de las imágenes como postales en la Frankfurt International Aviation Exhibition y en el Salón Internacional de la Aeronáutica y el Espacio de París-Le Bourget de 1910 y 1911.
Inicialmente, el potencial militar de la fotografía con paloma para reconocimiento aéreo pareció atractivo. Pruebas en los campos de batalla en la Primera Guerra Mundial otorgaron resultados alentadores, pero la tecnología auxiliar de palomares móviles para mandar mensajes tuvo un mayor impacto. Debido al rápido perfeccionamiento de la aviación durante la guerra, el interés sobre las palomas para su uso militar se desvaneció y Neubronner abandonó sus experimentos. La idea resucitó brevemente en la década de 1930 por un relojero sueco, y al parecer también por militares alemanes y franceses. Aunque las palomas de guerra fueron utilizadas ampliamente durante la Segunda Guerra Mundial, no está claro en qué medida, si algunas, o cuantas aves estuvieron involucradas en el reconocimiento aéreo. La Agencia Central de Inteligencia (CIA) de los Estados Unidos más tarde desarrolló una cámara con batería diseñada para el espionaje de fotografías con palomas; detalles del uso de esto permanece como clasificada.
La construcción de cámaras lo suficientemente pequeñas y ligeras con un mecanismo de tiempo, y el entrenamiento y control para manejar que las aves pudieran cargar los aditamentos, presentaron grandes desafíos, así como las limitaciones de control sobre la posición, orientación y velocidad de las palomas cuando se tomaban las fotografías. En 2004, la British Broadcasting Corporation (BBC) usó cámaras miniatura de televisión atadas a falcos y azores para obtener material en vivo, y hoy en día, algunos investigadores, aficionados y artistas utilizan cámaras crittercams similares con varias especies de animales.

## Orígenes

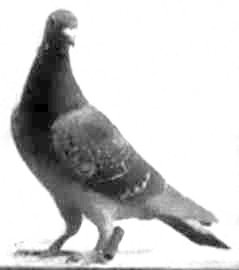
Paloma mensajera de 4 años que hizo 15 ascensos en un globo.

Las primeras fotografías aéreas fueron tomadas en 1858 por el aeronauta Nadar; en 1860 James Wallace Black tomó las fotografías aéreas más antiguas conservadas, también hechas con un globo. Como las técnicas de fotografía tuvieron un gran progreso, al final del siglo XIX algunos pioneros colocaron cámaras en objetos voladores no tripulados. En 1880, Arthur Batut experimentó con fotografía aérea con cometa. Muchos otros lo siguieron, y fotografías de alta calidad de Boston que fueron tomadas con este método por William Abner Eddy en 1896 se volvieron famosas. Amedee Denisse equipó un cohete con una cámara y un paracaídas en 1888, y Alfred Nobel igualmente utilizó la fotografía con cohete en 1897.
Las palomas mensajeras fueron usadas ampliamente en el XIX y a principios del siglo XX, tanto para entregas civiles o como palomas de guerra. En la guerra franco-prusiana de 1870, el famoso servicio postal de palomas de París realizó más de 50 000 telegramas microfilmados de vuelo de paloma desde Tours hasta la sitiada capital. En conjunto 150 000 telegramas personales privados y despachos estatales fueron entregados. En un experimento de 1889 del Imperio ruso de la Technical Society en San Petersburgo, el jefe de tropa rusa de globos aerostáticos tomó fotografías aéreas desde un globo al suelo y envió los negativos del filme de colodión con las palomas mensajeras.

## Julius Neubronner

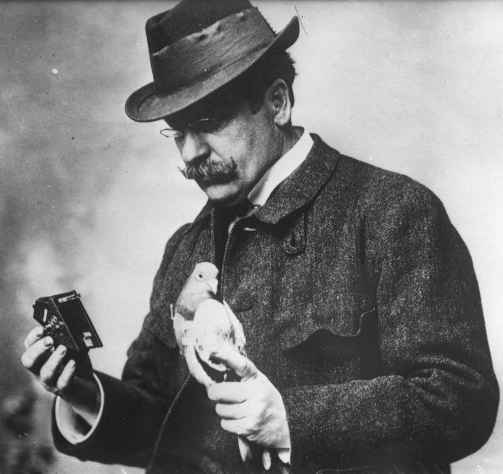
Julius Neubronner (1914)

En 1903 Julius Neubronner, un boticario en la ciudad alemana de Kronberg cerca de Frankfurt, reanudó una práctica que comenzó su padre casi medio siglo antes y recibió prescripciones médicas de un sanatorio cercano a Königstein im Taunus a través de una paloma mensajera. Después de 3 años el servicio postal con palomas se suspendió cuando el sanatorio cerró. El entregó medicamentos de urgencia hasta 75 gramos (2,6 oz) por el mismo método, y colocó algunas de sus palomas con su vendedor mayorista en Frankfurt para proveerse de entregas más rápidas. Cuando una de sus palomas perdió la orientación en la niebla y arribo misteriosamente, bien alimentada, 4 semanas más tarde, Neubronner se inspiró con la idea de equipar a sus palomas con cámaras automáticas para rastrear su camino. Este pensamiento lo llevó a mezclar dos de sus hobbies en un nuevo «deporte doble» combinando a las palomas mensajeras con la fotografía amateur. (Neubronner más tarde se enteró de que su paloma había estado bajo la custodia de un chef de un restaurante en Wiesbaden.)
Después de probar con éxito una cámara miniatura en un tren y al mismo tiempo montando un trineo, Neubronner comenzó el desarrollo de una cámara de luz miniatura que pudiera ser acomodada en el pecho de una paloma con ayuda de un arnés y una coraza de aluminio. Usando modelos de cámaras de madera que pesaban 30 gramos, las palomas fueron cuidadosamente entrenadas para su carga. Para tomar una fotografía aérea, Neubronner cargo una paloma a una locación más arriba de alrededor de 100 kilómetros (62,1 mi) de su casa, en donde fue equipada por la cámara y liberada. El ave, afianzado en ser liberado de su carga, típicamente volaba a casa por una ruta más directa, a una altura de 50 metros. Un sistema neumático en la cámara controlaba el tiempo de retraso antes de que la fotografía fuera tomada. Para acomodar a la paloma con su carga, el palomar tenía un espacioso, elástico tablero de aterrizaje y un gran hoyo de entrada.

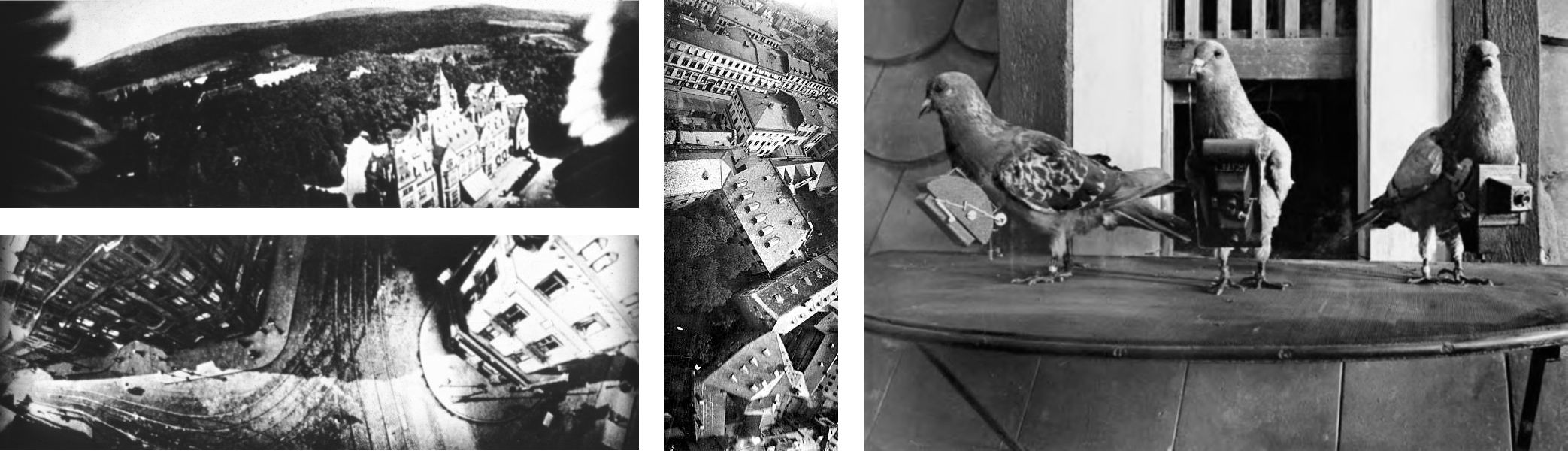
Arriba izquierda: Fotografías aéreas de Schlosshotel Kronberg. Abajo izquierda y centro: Frankfurt. Derecha: Palomas acomodadas con cámaras.

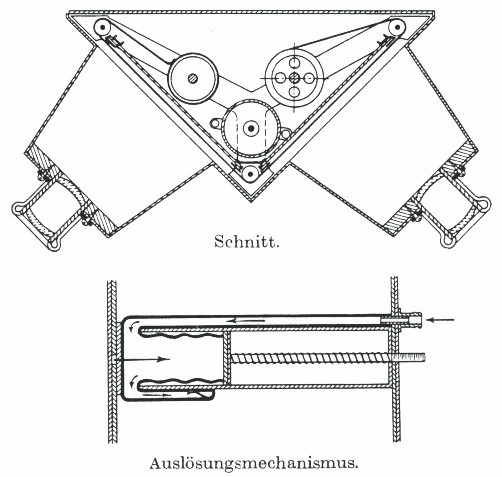
Arriba: Vista seccionar de la cámara de paloma patentada con dos lentes. Abajo: Sistema neumático. La cámara era activada al inflar la cámara en la izquierda. Conforme el aire escapaba lentamente por la parte baja capilar, el pistón se movía para atrás a la izquierda hasta que se activara el disparador.

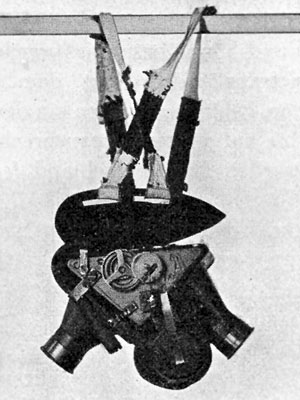
La cámara patentada con coraza y arnés.

De acuerdo con Neubronner, había docenas de diferentes modelos de su cámara. En 1907 tuvo el suficiente éxito para aplicar para la patente. Inicialmente su invento, «Método y Medios para tomar fotografías de paisajes desde arriba» fue rechazado por la oficina de patentes alemana, por ser calificada como imposible, pero después de que se presentaron las fotografías autentificadas, la licencia fue otorgada en diciembre de 1908. (El rechazo del permiso estuvo basado en el concepto erróneo de la capacidad de carga de las palomas domésticas.)  La tecnología se volvió ampliamente conocida a través de la participación de Neubronner en 1909 en la Exhibición Internacional de Fotografía en Dresde y en el mismo año la Exhibición Internacional de Aviación en Frankfurt. Los espectadores en Dresde pudieron ver la llegada de las palomas, y las fotografías aéreas traídas por ellas fueron convertidas en postales. Las fotografías de Neubronner ganaron premios en Dresde así como en los Paris Air Shows de 1910 y 1911.
Una fotografía de Schlosshotel Kronberg (después llamado Schloss Friedrichshof en honor a su dueña Kaiserin Friedrich) se volvió famosa debido a la aparición accidental de las puntas de las alas por parte del fotógrafo. En un incumplimiento de los derechos de autor fue mostrada en los cines alemanes como parte del cortometraje semanal newsreel en 1929.
En un libro corto publicado en 1909 Neubronner describió 5 modelos de sus cámaras:
- La "cámara doble" descrita en la patente tenía dos lentes apuntando en posiciones opuestas (por delante/por detrás), cada una con una distancia focal distancia focal de 40 mm. Operada por un único disparador focal plano, la cámara podía tomar dos exposiciones en una placa fotográfica simultáneamente, por un tiempo determinado por un sistema neumático.
- Una cámara estereoscópica tenía características similares, pero ambos lentes apuntaban en la misma dirección.
- Un modelo era capaz de transportar película y tomar diferentes exposiciones consecutivas.
- Un modelo tenía su lente fijado a una fuelle. Un mecanismo de tijera sujetaba el fuelle en su estado expandido hasta que la fotografía fuera tomada, pero condensaba inmediatamente después. Esto permitía un tamaño de exposición de 6 cm × 9 cm en un plato fotográfico, con un lente focal de 85 mm.
- En una cámara panorámica, el disparador plano focal fue remplazado por una rotación de 180° del lente mismo.[8] Este modelo fue la base para la Doppel-Sport Panoramic Camera, la cual Neubronner intento vender alrededor de 1910. La cámara capturaba una vista panorámica en película de 3 cm × 8 cm. Sin embargo, nunca se realizó una producción en masa.[18]

En un panfleto de 1920, Neubronner describió su último modelo con un peso ligeramente mayor a 40 gramos y capaz de tomar 12 exposiciones.
En 2007, un investigador remarcó que había muy poca información técnica disponible acerca de los lentes, disparadores y la velocidad del medio fotográfico, pero reportó que Neubronner obtuvo la película para su cámara panorámica de ADOX. Para ésta cámara, él estimó una  escala de sensibilidad fotográfica of ISO 25/15° – 40/17° y una velocidad del obturador de 1/60 s – 1/100 s. La película fue cortada al formato de 30 mm × 60 mm y doblada en una forma cóncava para prevenir una distorsión innecesaria debida al movimiento en medio círculo del lente.
En 1920 Neubronner encontró que 10 años de arduo trabajo y considerables gastos, había sido recompensado con su inclusión en enciclopedias y la satisfacción de que una tecnología auxiliar, el palomar móvil (descrito debajo), había probado su valor en la guerra. La cámara panorámica de Neubronner está en exhibición en el Museo de la Tecnología Alemán en Berlín y en el Deutsches Museum en Múnich.

## Primera Guerra Mundial

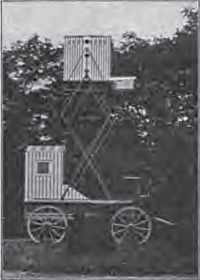
Cámara obscura y palomar móvil de Neubronner de las exhibiciones de 1909.

El intento de Neubronner fue al menos parcialmente motivado por el prospecto de aplicaciones militares. En aquel momento el reconocimiento por fotografía aérea era posible pero incómodo, ya que involucraba globos aerostáticos, cometas o cohetes. El éxito en el vuelo de los hermanos Wright en 1903 presentó nuevas posibilidades, y los aviones de reconocimiento fueron introducidos y perfeccionados durante la Primera Guerra Mundial. Pero las fotografías basadas en el uso de palomas, a pesar de sus dificultades prácticas, prometía entregar fotografías complementarias, detalladas y tomadas desde una altura más baja.
El Ministerio de Guerra Pruso estaba interesado, pero un escepticismo inicial solo pudo ser superado con una serie de demostraciones exitosas. Las palomas probaron relativamente una indiferencia hacia las explosiones, pero durante la batalla un palomar podría decidir moverse, y las palomas pueden tomar un tiempo para orientarse otra vez desde una nueva posición. El problema de hacer que las palomas cargadoras aceptaran un desplazo del palomar con un mínimo de retraso había sido tratado con éxito por el ejército italiano alrededor de 1880; el capitán de artillería francesa Reynaud lo solucionó al levantar a las palomas desde un palomar ambulante. No hay indicaciones de que Neubronner fuera consciente de su trabajo, pero él sabía que debía haber una solución debido a que escuchó de un trabajador de una feria ambulante, que también era colombófilo, tenía un palomar en su tráiler. En las exhibiciones de 1909 en Dresde y Frankfurt, presentó un pequeño carruaje que combinaba un cuarto oscuro con un palomar móvil en colores ostentosos. En meses de laborioso trabajo entrenó a palomas jóvenes para regresar al palomar aun cuando éste hubiera sido movido.
En 1912 Neubronner completó su tarea (empezada en 1909) de fotografiar el abastecimiento en Tegel usando su palomar móvil. Casi 10 años de negociaciones fueron agenciados para terminar en agosto de 1914 con una prueba parcial en una maniobra en Strasbourg, seguida por la adquisición del intento por parte del estado. Estos planes fueron frustrados por el brote de la guerra. Neubronner tuvo que dar todas sus palomas y equipamiento a los militares, quienes las probaron en campos de batalla con resultados satisfactorios, pero no aplicaron la técnica con una mayor ampliación.
En cambio, en las nuevas condiciones de la Guerra de desgaste, se vio un renacimiento de las palomas de guerra, con un papel tradicional de la paloma mensajera. El palomar móvil de Neubronner encontró su camino en la Batalla de Verdún, en donde probó ser tan ventajoso que, tácticas similares fueron usadas en escalas más grandes en la Batalla del Somme. Después de la guerra, el ministerio de guerra respondió a la investigación de Neubronner sobre el efecto del uso de las palomas en fotografía aérea, no tenía valor militar y más experimentos no estarían justificados.
El Museo Internacional del Espionaje en Washington D. C. tiene un pequeño cuarto dedicado a las palomas mensajeras y las fotografías tomadas por palomas en la Primera Guerra Mundial.

## Segunda Guerra Mundial

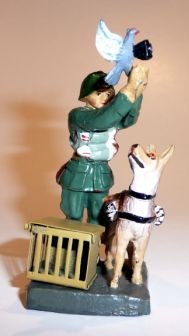
Juguete alemán de soldado con paloma con cámara.

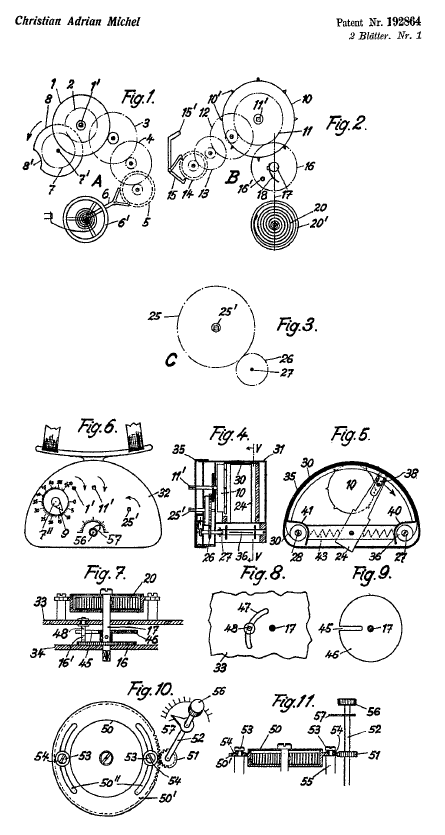
Dibujo de la patente suiza

A pesar de la posición del ministerio de guerra inmediatamente después de la Primera Guerra Mundial, en1932, se reportó que el ejército alemán estaba entrenando palomas para fotografías, y las palomas con cámaras alemanas eran capaces de tomar 200 exposiciones por vuelo. En el mismo año, el ejército francés aclamó que habían desarrollado cámaras de grabación para palomas, así como el método de tener aves detrás de las líneas enemigas puestas por perros entrenados en combate.
A pesar de que las palomas de guerra y palomares móviles fueron usados extensivamente durante la Segunda Guerra Mundial, es poco claro en que extensión se hizo, y si acaso fueron aplicadas para fotografía aérea. De acuerdo con un reporte en 1942, el ejército ruso descubrió camiones alemanes abandonados con palomas con cámaras que podían tomar fotos en intervalos de 5 minutos, así como perros entrenados para cargar palomas en canastas. En el lado aliado, en 1943 se reportó que fuerzas americanas eran conscientes de la posibilidad de adoptar la técnica.
Sin embargo, es certero, que durante la Segunda Guerra Mundial la fotografía con palomas fue introducido a viveros en Alemania en forma de juguetes. Alrededor de 1935 las figuras de juguetes fueron producidas bajo la marca de Elastolin, alguno de ellos mostraban temas antes de 1918 con uniformes modificados, comenzaron a incluir la señal de las tropas del ejército con un perro transportador para la paloma. La figura representaba a un soldado en el acto de liberar a la paloma que cargaba una cámara con un tamaño muy grande.
Gracias a investigaciones conducidas por el Musée suisse de l'appareil photographique en Vevey, se sabe mucho más acerca de las palomas con cámaras desarrolladas alrededor del mismo tiempo por el relojero suizo Christian Adrian Michel (1912–1980) en Walde. Fue asignado al servicio de palomas con carga del ejército suizo en 1931, y en 1933 comenzó a trabajar en adaptar la cámara panorámica de Neubronner para filmar con películas de 16 mm, y mejorarlo con un mecanismo de control de retraso después de la primera exposición para transportar la primera película entre revelaciones. La cámara de Michel obtuvo su patente en 1937, pesaba solamente 70 gramos, y podía tener uno de los primeros temporizadores operados por un mecanismo de reloj.
El plan de Michel para vender su cámara en el ejército suizo falló, ya que no pudo encontrar en donde realizar la producción y manufacturación en cantidades grandes; solamente se construyeron un aproximado de 100 de sus cámaras. Después del estallido de la Segunda Guerra Mundial, Michel patentó un armazón y arnés para el transporte de objetos, como rollos fotográficos por palomas mensajeras. Entre 2002 y 2007 tres de estas cámaras fueron subastadas por Christie's en Londres.
El Musée suisse de l'appareil photographique en Vevey tiene alrededor de 1,000 fotografías tomadas con propósitos de prueba durante el periodo de desarrollo de la cámara de Michel. La mayor parte de las fotos fueron tomadas con una película de 16 mm Agfa con una velocidad de ISO 8/10°. El formato expuesto fue de 10 mm × 34 mm. La calidad era suficiente para la magnificación de la subasta. En el catálogo de la exhibición de 2007 Des pigeons photographes? están clasificadas como fotografías de prueba sobre el puso o sobre una ventana, la perspectiva humana desde el puso o desde puntos elevados, fotografías aéreas hechas desde un avión, fotografías aéreas con una altitud relativamente alta desde que las palomas fueron probablemente liberadas, y solo un pequeño número son fotografías con palomas de la manera tradicional.

## Después de la Segunda Guerra Mundial
La Agencia Central de Inteligencia (CIA) de los Estados Unidos desarrollo una cámara con batería potenciada para palomas, ahora en exhibición en el museo de la CIA en el tour virtual. De acuerdo con el sitio de internet, los detalles del uso de la cámara aún son información clasificada. Noticieros sugieren que la cámara fue usada en los años 70s, que las palomas fueron liberadas desde aviones y fue un fracaso.
EN 1978 la revista sueca L'Illustré imprimió una fotografía aérea de una calle en Basel, tomada por una paloma de Febo de Vries-Baumann equipada con una cámara con un mecanismo hidráulico.
En 2002–03 el artista Amos Latteier experimentó con una fotografía con una paloma usando Advanced Photo System (APS) y cámaras digitales, convirtió los resultados en lecturas de "PowerPointillist" en Portland, Oregón.
En una adaptación de la película La bella durmiente del año 2008 por el director alemán Arend Agthe, el príncipe inventa la fotografía con palomas y descubre a la bella durmiente mediante una fotografía tomada por una paloma.
En los años 80 un pequeño número de réplicas de alta calidad de las cámaras Doppe-Sport fueron hechas por Rolf Oberländer. Una fue adquirida en 1999 por el Museo Suizo de la Cámara en Vevey.
La tecnología moderna permite la extensión del principio de las videocámaras. En 2004 en el programa de BBC Cámara animal, Steve Leonard presentó filmes espectaculares tomadas por cámaras de televisión miniatura atadas a águilas, halcones y azores, transmitidas a un recibidor cercano por medio de microondas. Las cámaras tienen un peso de 28 gramos.  El reproductor digital de audio miniatura con cámaras en su interior también pueden ser atado a las palomas. En 2009 investigadores hicieron noticia cuando un artículo revisado por pares, discutía los conocimientos que ganaron al atar cámaras en albatros. Las cámaras con el tamaño de un labial toman una foto cada 30 segundos. Las cámaras también han sido atadas a otros animales, como gatos y perros.

## Obras
Relacionadas con Neubronner
- Brons, Franziska (2006), «Bilder im Fluge: Julius Neubronners Brieftaubenfotografie», Fotogeschichte (en alemán) 26 (100): 17-36..
- Gradenwitz, Alfred (1908), «Les pigeons photographes», L'illustration (en francés) (3429): 322ff..
- Neubronner, Julius (1909), Die Brieftaubenphotographie und ihre Bedeutung für die Kriegskunst, als Doppelsport, für die Wissenschaft und im Dienste der Presse. Nebst einem Anhang: 'Die Kritik des Auslandes'. (en alemán), Dresde: Wilhelm Baensch..
- Neubronner, Julius (1910), «Die Photographie mit Brieftauben»,  en Wachsmuth, Richard, ed., Denkschrift der Ersten Internationalen Luftschiffahrts-Ausstellung (Ila) zu Frankfurt a.M. 1909 (en alemán), Berlín: Julius Springer, pp. 77-96, OCLC 44169647..
- Oelze, Friedrich Wilhelm (1910), Brieftaubensport und Brieftaubenphotographie, Miniatur-Bibliothek für Sport und Spiel (en alemán), 30–31, Leipzig, Berlín, Frankfurt a. M., Paris: Grethlein, OCLC 251937979..
- Wittenburg, Jan-Peter (2007), «Photographie aus der Vogelschau: zur Geschichte der Brieftaubenkamera», Photo deal (en alemán) 4 (59): 16-22..

Relacionadas con Michel
- Äschlimann, Heinz (2008), «Die Entstehung des Bildes mit einer Brieftauben-Panoramakamera», Photographica Cabinett (en alemán) (45): 43f..
- Berger, Olivier (mayo de 2008), Rapport concernant le traitement de conservation-restauration d'une série de petits appareils photographiques pour pigeons (PDF) (en francés), Basel: Art Metal Conservation GmbH, p. 4, archivado desde el original el 11 de enero de 2011, consultado el 6 de marzo de 2015..
- Häfliger, Rolf (2008), «Eine Brieftaubenkamera aus der Schweiz?», Photographica Cabinett (en alemán) (45): 34-43..
- Des pigeons photographes ? (PDF) (en francés), Vevey: Musée suisse de l'appareil photographique, 2007, OCLC 428248338, archivado desde el original el 16 de enero de 2011..